# Tiradentes
Joaquim José da Silva Xavier ([ʒwaˈkĩ ʒuˈzɛ dɐ ˈsiwvɐ ʃɐviˈɛʁ]), còn được gọi là Tiradentes (1746-1792, IPA: [tʃiɾɐˈdẽtʃis]), là một lãnh tụ của phong trào cách mạng Brazil, được biết đến với tên gọi "Phong trào Inconfidência Mineira".